# 타르투-페초리선
타르투-페초리 선(에스토니아어: Tartu-Petseri raudtee)은 에스토니아의 타르투에서 시작하여 러시아의 페초리를 잇는 노선이다. 여객 및 국경을 통과하는 화물 영업을 한다.

## 역사
타르투-페초리 선은 1927년에 착공하여 1931년에 완공하였다. 이 노선이 이어지기 전에는 타르투에서 러시아로 가기 위해서 발가를 경유해야 했다. 제2차 세계 대전 이전에는 에스토니아와 러시아의 국경 검문소가 페초리를 지난 이즈보르스크에 설치되어 있었다.
2011년 9월 8일 에스토니아-러시아 국경역인 코이둘라 역이 새로 개업하였다. 기존의 국경역이었던 피로야 역을 대체하기 위해 건설되었으며, 클리마-페초리 간 이설도 같이 진행되었다. 코이둘라 역이 개업하기 이전에는 발가-페초리 선과 러시아 영토에서 연결되었으나, 이 역을 통해서 에스토니아 국경 내에서 두 노선이 만나게 되었다.

## 운행
에스토니아 국내 열차는 에델라라우드테에서 타르투-코이둘라 간을 운행한다. 9월에서 다음 해 5월까지는 평일에 1왕복, 주말에 2왕복 운행하며 6월부터 8월까지는 평일/주말 2왕복 운행한다. 코이둘라 역이 개통되기 이전에는 오라바 역에서 종착하였다.